# Análisis de aceite
El Análisis de aceite es un conjunto de procedimientos y mediciones aplicadas al aceite usado en las máquinas y equipos, que facilitan el control tanto del estado del lubricante, como de manera indirecta permiten establecer el estado de los componentes.

## Descripción
El objetivo primordial y final es suministrar información para adelantarse a tomar acciones y buscar la reducción de los costos de operación y mantenimiento a través de la preservación de las máquinas y la extracción de la mejor vida de los lubricantes.
Los procedimientos de análisis se pueden realizar en un laboratorio especializado, pero también pueden hacerse en el campo con ayuda de herramientas simples.
Es la actividad de monitorear y reportar lo observado en las condiciones del lubricante para alcanzar las metas propuestas de mantenimiento a través de las buenas prácticas de lubricación.
Es una herramienta que sirve para documentar los procesos de mantenimiento, siempre y cuando, se tenga un buen entrenamiento y conocimiento de la interpretación de los resultados de laboratorio